# 林福熙
林福熙（1848年—1925年），字揚煇、號皞農，福建省福州府閩縣人，清朝政治人物、同進士出身。
光緒十二年（1886年），参加光緒丙戌科殿試，登進士三甲55名。同年五月，著交吏部掣签，分发各省以知县即用。